# 長岡京市立長岡第三小学校
長岡京市立長岡第三小学校（ながおかきょうしりつ ながおかだいさんしょうがっこう）は、京都府長岡京市今里四丁目にある市立小学校。略称「三小」、「長三小」、「長三」。

## 概要
長岡京市北部に位置する。市内3番目の小学校として長岡京市立長法寺小学校より分離・独立し、開校した。

## 沿革
- 1967年（昭和42年）4月 - 長岡町立長岡第三小学校開校
- 1971年（昭和45年） - 増築
- 1972年（昭和47年）4月 - 市制施行により長岡京市立長岡第三小学校と校名変更
- 1974年（昭和49年）4月 - 本校より長岡第七小学校、分離独立
- 1980年（昭和55年）4月 - 本校より長岡第十小学校、分離独立
- 1980年（昭和55年）4月 - 米飯給食開始
- 1992年（平成4年）9月 - （北西・北東）校舎大規模改造完成
- 1999年（平成11年）
  - 9月 - トイレ（1か所）のリニューアル工事完了
  - 10月 - コンピューター教室設置
- 2000年（平成12年）4月 - 学校給食を一部民間委託
- 2006年（平成18年）10月 - コンピューター機器を更新
- 2008年（平成20年）9月 - 普通教室にエアコンを設置

## 目指す児童像
1. 深く考え極めあう子（深慮）
2. 強く明るく鍛えあう子（明朗）
3. 進んで学び創り出す子（進取）

## 主なデータ
- 児童数：424人（2023年5月現在）
- 学級数：15学級（2023年5月現在）
- 敷地面積：18,201㎡（市立小学校第6位）
- グラウンド面積：10,659㎡（市立小学校第2位）
- プール面積：400㎡
- 体育館面積：585㎡

## 主な進学先
- 長岡京市立長岡第二中学校

## 周辺施設
- 長岡京市立長岡第二中学校

## 交通
- JR東海道本線 長岡京駅下車
- 阪急京都本線 長岡天神駅下車

## 通学区域が隣接している学校
- 長岡京市立長岡第十小学校
- 長岡京市立長岡第七小学校
- 長岡京市立長岡第六小学校
- 長岡京市立長法寺小学校
- 京都市立大原野小学校